# Andrés Oliva
Andrés Oliva Sánchez (Ocaña, Toledo, 7 de diciembre de 1948-Ocaña, Toledo, 5 de julio de 2023) fue un ciclista español, profesional durante los años setenta.

## Palmarés
| 1969 - Vuelta a Asturias 1970 - Vuelta a Navarra - Vuelta a Cantabria - Vuelta a Segovia 1971 - 1 etapa de la Vuelta a Cantabria 1972 - Vuelta a Mallorca y vencedor de una etapa - 1 etapa de la Vuelta a Portugal - 1 etapa de la Vuelta a los Valles Mineros 1974 - Gran Premio de la Primavera 1975 - Clasificación de la montaña en la Vuelta a España - Clasificación de la montaña en la Giro de Italia - 1 etapa de la Vuelta a Suiza - 1 etapa de la Vuelta a Cantabria | 1976 - Clasificación de la montaña en la Giro de Italia - Clasificación de la montaña en la Vuelta a España - Subcampeón de España de montaña - Torrejón - Dyc - Vuelta a Segovia, más 1 etapa 1977 - Campeonato de España de montaña 1978 - Clasificación de la montaña en la Vuelta a España - 1 etapa de la Dauphiné Libéré - 1 etapa de la Vuelta a Aragón 1979 - Clásica de Sabiñánigo |

## Resultados en Grandes Vueltas y Campeonato del Mundo
| Carrera         | 1971 | 1972 | 1973 | 1974 | 1975 | 1976 | 1977 | 1978 | 1979 | 1980 |
| --------------- | ---- | ---- | ---- | ---- | ---- | ---- | ---- | ---- | ---- | ---- |
| Giro de Italia  | -    | -    | -    | -    | 14.º | 21.º | -    | -    | -    | -    |
| Tour de Francia | -    | -    | -    | 19º  | -    | -    | -    | 39.º | 83.º | Ab.  |
| Vuelta a España | 22º  | 11º  | 32.º | Ab.  | 15º  | 13º  | 17º  | 11º  | -    | -    |